# MasterChef Profissionais
MasterChef Profissionais é a versão com cozinheiros profissionais do talent show brasileiro MasterChef Brasil, exibido pela Band, baseado no formato original exibido pela BBC no Reino Unido. A primeira temporada estreou em 4 de outubro de 2016. O Brasil foi o quarto país no mundo a ter o formato, precedido por Inglaterra (criadora do formato), a Austrália e Portugal. O programa foi apresentado pela jornalista Ana Paula Padrão até a temporada confeitaria, e os jurados são os chefs Henrique Fogaça, Helena Rizzo, Érick Jacquin e Diego Lozano.
A primeira temporada estreou em 4 de outubro de 2016, com 14 participantes, consagrando Dayse Paparoto como vencedora. A segunda temporada estreou em 5 de setembro de 2017, com 16 participantes dois a mais que a edição anterior, consagrando Pablo Oazen como vencedor. A terceira temporada estreou em 21 de agosto de 2018, com 14 participantes dois a menos que a edição anterior, consagrando Rafael Gomes como vencedor. A quarta temporada estreou em 13 de setembro de 2022, com 12 participantes dois a menos que a edição anterior, consagrando Diego Sacilotto como vencedor. A quinta temporada estreou em 19 de setembro de 2023, com 14 participantes, voltando ao formato original, consagrando Bárbara França como a vencedora. A sexta temporada tinha previsão de estreia para 29 de outubro de 2024, mas foi adiada para 19 de novembro, e havia ganho um novo formato, passando a ser focada totalmente em confeitaria, intitulada MasterChef Profissionais – Confeitaria, baseada no spin-off Dessert Masters. Essa versão, no entanto, era um spin-off e não foi classificada como a nova temporada. Porém, a sexta temporada do reality estrearia de fato em 19 de agosto de 2025. Todavia, a Band preferiu renovar a temporada confeitaria, mantendo o formato.
Em novembro de 2016, o programa ficou durante uma hora e quatorze minutos no primeiro lugar de audiência.
Entre os dias 5 de maio e 7 de julho de 2020, a Band passou a reprisar na íntegra toda a primeira temporada nas noites de terça-feira em seu horário original, enquanto a produção da sétima temporada da versão principal, com cozinheiros amadores, seguia interrompida por conta da Pandemia de COVID-19, estreando no dia 14 de julho de 2020 em formato readaptado com distanciamento social e sem provas externas, dividido em duas fases, a inicial, disputada por oito participantes distintos a cada semana cozinhando individualmente, tendo um vencedor por programa, e a final, disputada pelos vencedores da fase inicial, determinando o vencedor da temporada.

## Exibição
Assim como a versão amadores, o programa é exibido nas terças-feiras às 22h30 na Band e reapresentado nas sextas-feiras às 22h e em vários horários alternativos no Discovery Home & Health.
A partir da fase confeitaria, o programa passa a ser exibido às terças e quintas-feiras na Band na faixa das 22h30, com as reprises mantidas no Discovery Home & Health.

## Prêmios
O grande vencedor leva um prêmio de 200 mil reais, pago pela Caixa Econômica Federal, um automóvel Nissan Kicks 0 Km, o troféu MasterChef Profissionais, 1 viagem para Dubai com acompanhantes, bancada pela Emirates, e mil reais por mês durante um ano para compras na rede Carrefour, prêmio que também é dado ao segundo finalista  

## Elenco

### Apresentadores
| Apresentador(a)  | Temporadas (profissionais amadores) | Temporadas (profissionais amadores) | Temporadas (profissionais amadores) | Temporadas (profissionais amadores) | Temporadas (profissionais amadores) | Temporadas (profissionais confeitaria) | Temporadas (profissionais confeitaria) |
| Apresentador(a)  | 1                                   | 2                                   | 3                                   | 4                                   | 5                                   | 1                                      | 2                                      |
| ---------------- | ----------------------------------- | ----------------------------------- | ----------------------------------- | ----------------------------------- | ----------------------------------- | -------------------------------------- | -------------------------------------- |
| Ana Paula Padrão |                                     |                                     |                                     |                                     |                                     |                                        |                                        |

### Jurados
| Jurado(a)       | Temporadas (Profissionais) | Temporadas (Profissionais) | Temporadas (Profissionais) | Temporadas (Profissionais) | Temporadas (Profissionais) | Temporadas (Confeitaria) | Temporadas (Confeitaria) |
| Jurado(a)       | 1                          | 2                          | 3                          | 4                          | 5                          | 1                        | 2                        |
| --------------- | -------------------------- | -------------------------- | -------------------------- | -------------------------- | -------------------------- | ------------------------ | ------------------------ |
| Érick Jacquin   |                            |                            |                            |                            |                            |                          |                          |
| Henrique Fogaça |                            |                            |                            |                            |                            |                          |                          |
| Paola Carosella |                            |                            |                            |                            |                            |                          |                          |
| Helena Rizzo    |                            |                            |                            |                            |                            |                          |                          |
| Diego Lozano    |                            |                            |                            |                            |                            |                          |                          |

## Temporadas
Até a quinta temporada, o MasterChef Profissionais já contou com 70 participantes oficiais. Dentre eles, o estado de São Paulo possui o maior número de participantes, com 21 participantes. Seguido por Minas Gerais e Rio de Janeiro com nove, Pernambuco com cinco, Paraná e Rio Grande do Sul com quatro, Rio Grande do Norte com três, Alagoas, Ceará, Distrito Federal e Sergipe com dois e, Goiás, Mato Grosso, Mato Grosso do Sul, Pará, Paraíba e Santa Catarina com apenas um. Somente um estrangeiro participou do programa: um sírio.
| Temporada                                    | Temporada                       | Finalistas         | Finalistas | Finalistas | Finalistas    | Outros participantes em ordem de eliminação | Outros participantes em ordem de eliminação | Total |
| Temporada                                    | Temporada                       | Vencedor(a)        | Vencedor(a) | 2.º lugar  | 2.º lugar     | 2.º lugar                                   | Outros participantes em ordem de eliminação | Total |
| -------------------------------------------- | ------------------------------- | ------------------ | --- | ---------- | ------------- | ------------------------------------------- | --- | ----- |
|                                              | MasterChef Profissionais 1 (en) |                    | Dayse Paparoto |            | Marcelo Verde |                                             | Eliane Carvalho • Fernanda Emerich • Izadora Dantas • Ricardo Bonomi • Izabela Dolabela • Rodrigo Einsfeld • Luiz Filipe Jacob • Priscylla Luswarghi • João Lima • Fádia Cheaito • Ivo Lopes • Dário Costa | 14    |
| MasterChef Profissionais 2 (en)              | Pablo Oazen                     | Francisco Pinheiro | Pedro Pecego • Edney Moreira • Bárbara Cardin • Berta Schneider • William Williges • Mirna Gomes • Angélica Vitali • Guilherme Cardadeiro • Clécio Campos • Ravi Leite • Monique Gabiatti • Lubyanka Baltar • Raíssa Ribeiro • Irina Cordeiro | 16         |               |                                             | |       |
| MasterChef Profissionais 3 (en)              | Rafael Gomes                    | Willian Peters     | André Rochadel • Alex Lee • Simone Bert • Paulo Quintella • Marcela Calegari • Thales Alves • Roberta Magro • Adriana Avelar • Andre Pionteke • Daniel Barbosa • Manoela Lebron • Heaven Delhaye                                              | 14         |               |                                             | |       |
| MasterChef Profissionais 4 (en)              | Diego Sacilotto                 | Thalyta Koller     | Claudia Ramos • Luciane Recco • Thyago Rocha • Marcelus Benevides • Ellen Romão • Hichel Rodrigues • Marília Amorim • Enzo Ceccin • Ananda Lutzenberger • Wilson Cabral                                                                       | 12         |               |                                             | |       |
| MasterChef Profissionais 5 (en)              | Bárbara Frazão                  | Franklin Bin       | Rebeca Serrano • Keila Aviano • Eduardo Jacinto • Tarek Melhem • Bruna Moura • Raquel Amaral • Bruno Tavares • Cintia Sanchez • Rozana Caolli • Vinícius Moura • Moisés Batista • Yuri Escobar                                                | 14         |               |                                             | |       |
| MasterChef Profissionais: Confeitaria 1 (en) | Cesar Yukio                     | Luísa Jungblut     | Verônica Kim • Sá Marina Mendes • Ale Sotero • Maria Eugênia Sanches • Juliete Soulé • Patrick Cavegn • Digo Ribeiro • Matheus Rosa • Well Teixeira • Walkyria Fagundes                                                                       | 12         |               |                                             | |       |
| MasterChef Profissionais: Confeitaria 2 (en) |                                 |                    | |            |               |                                             | |       |

## Audiência
Os dados são providos pelo IBOPE e se referem ao público da Grande São Paulo.
| Temporada     | Horário                           | Episódios | Estreia                | Estreia   | Final                  | Final     | Média Geral (em pontos do IBOPE) |
| Temporada     | Horário                           | Episódios | Data                   | Audiência | Data                   | Audiência | Média Geral (em pontos do IBOPE) |
| ------------- | --------------------------------- | --------- | ---------------------- | --------- | ---------------------- | --------- | -------------------------------- |
| 1             | Terça-feira, 22h30                | 11        | 4 de outubro de 2016   | 6.6       | 13 de dezembro de 2016 | 7.4       | 6.8                              |
| 2             | Terça-feira, 22h30                | 14        | 5 de setembro de 2017  | 5.8       | 5 de dezembro de 2017  | 5.3       | 4.9                              |
| 3             | Terça-feira, 22h30                | 17        | 21 de agosto de 2018   | 5.0       | 11 de dezembro de 2018 | 5.0       | 3.9                              |
| 4             | Terça-feira, 22h30                | 9         | 13 de setembro de 2022 | 1.7       | 8 de novembro de 2022  | 2.1       | 2.2                              |
| 5             | Terça-feira, 22h30                | 9         | 19 de setembro de 2023 | 2.2       | 14 de novembro de 2023 | 2.0       | 1.8                              |
| Confeitaria 1 | Terça-feira e quinta-feira, 22h30 | 10        | 19 de novembro de 2024 | 1.2       | 19 de dezembro de 2024 | 1.0       | 1.4                              |

- Em 2016, cada ponto representa 69.4 mil domicílios ou 197.8 mil pessoas na Grande São Paulo.
- Em 2017, cada ponto representa 70.5 mil domicílios ou 199.3 mil pessoas na Grande São Paulo.
- Em 2018, cada ponto representa 71.8 mil domicílios ou 201.1 mil pessoas na Grande São Paulo.
- Em 2022, cada ponto representa 74.6 mil domicílios ou 205.7 mil pessoas na Grande São Paulo.
- Em 2023, cada ponto representa 76.9 mil domicílios ou 206.6 mil pessoas na Grande São Paulo.

## Logotipos
Esta é uma galeria dos logotipos já utilizados para o programa, desde a estreia:

Galeria de logotipos
2016 a 2017